# Дукс Ливии
Дукс Ливии (лат. dux Libyarum) — командир (дукс) пограничной армии (лимитан), расквартированной в провинциях Верхняя и Нижняя Ливия. Его непосредственным начальником на момент составления Notitia dignitatum (около 400 года) являлся первый магистр презентальных войск Востока. В связи с утратой фрагмента Notitia dignitatum, где рассказывалось о подразделениях, находившийся под непосредственным руководством дукса Ливии, на настоящий момент неизвестно ни их названия, ни их места дислокации, ни численность.